# سونیا برمودز
سونیا برمودز (انگلیسی: Sonia Bermúdez؛ زادهٔ ۱۵ نوامبر ۱۹۸۴) بازیکن فوتبال اهل اسپانیا است.
از باشگاه‌هایی که در آن بازی کرده‌است می‌توان به باشگاه فوتبال رایو وایکانو، باشگاه فوتبال اتلتیکو مادرید، وسترن نیویورک فلش، باشگاه فوتبال سابادل، باشگاه فوتبال زنان بارسلونا، و باشگاه فوتبال زنان اتلتیکو مادرید اشاره کرد.
وی همچنین در تیم‌های ملی فوتبال تیم ملی فوتبال زیر 19 سال زنان اسپانیا و زنان اسپانیا بازی کرده‌است.